# Pecado mortal (telenovela)
Pecado mortal es una telenovela mexicana producida y dirigida para Telesistema Mexicano (hoy Televisa) en 1960. Estuvo protagonizada por Amparo Rivelles, Elsa Cárdenas y Osvaldo Calvo, además de la actuación antagónica de Tito Junco, escrita originalmente por Caridad Bravo Adams, bajo la dirección y producción de Raúl Astor.

## Historia
La historia es sobre una mujer a la que sus padres la obligan a casarse con un hombre al que no quiere y a quien la despojan de la hija bastarda que tuvo con el hombre al que verdaderamente amó.

## Reparto
- Amparo Rivelles - Clara Hernández
- Elsa Cárdenas - Soledad
- Osvaldo Calvo - Carlos
- Tito Junco - Juan Manuel Castro
- Freddy Fernández "El Pichi" - José María
- Rosa Elena Durgel - Julia Falcón
- Rebecca San Román - Flora Falcón
- Guillermo Portillo Acosta - Benito
- Alicia Montoya
- Carlos Brook

## Versiones
- Existe una versión cinematográfica hecha en el año de 1955 titulada Pecado mortal, con Gloria Marín, Silvia Pinal y Víctor Junco.

- La cadena Televisa realizó en el año 2000 una versión de esta telenovela titulado Abrázame muy fuerte bajo la producción de Salvador Mejía Alejandre, con una adaptación libre de René Muñoz, un libreto de Liliana Abud y como protagonistas estuvieron Victoria Ruffo, Aracely Arámbula y Fernando Colunga y como antagonistas estuvieron César Évora, Nailea Norvind, Rossana San Juan y Helena Rojo.

- La telenovela Que te perdone Dios (2015) bajo la producción de Angelli Nesma Medina, teniendo a Mark Tacher, Zuria Vega y Rebecca Jones como protagonistas. En tanto que los roles antagónicos recaen sobre Sergio Goyri, Altair Jarabo, Sabine Moussier y Laisha Wilkins.